# Аримаспы

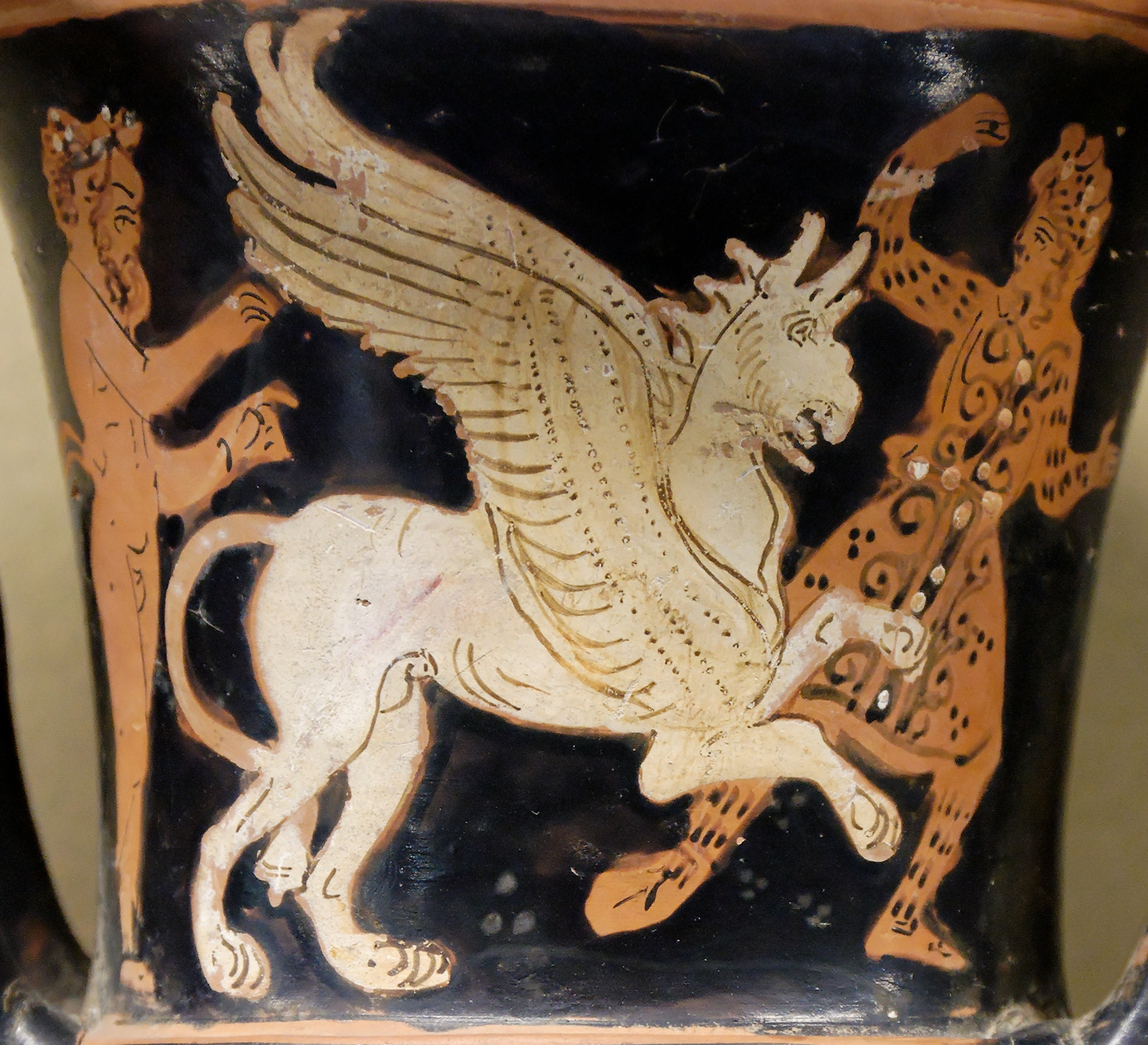
Греческий сосуд, на котором изображена сцена битвы грифонов и одноглазых аримаспов.

Арима́спы (др.-греч. Ἀριμασποί, лат. Arimaspi) — мифический народ, согласно античной традицией живший на крайнем северо-востоке Древнего мира, у Рипейских гор (возможно, Алтая).
По Геродоту, это были одноглазые (одни объясняют тем, что стрелки, когда метятся, зажмуривают один глаз, другие — тем, что у этого народа существовал обычай татуирования) люди (что и означает слово «аримасп» на скифском языке), постоянно сражающиеся с грифонами в стремлении отнять охраняемое теми золото. Ряд исследователей полагают, что за аримаспами может скрываться представление о действительно существовавшем южно-сибирском кочевом скифском народе.

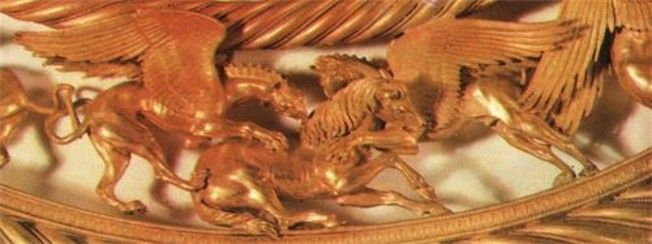
Фрагмент на скифской пекторали, Грифоны нападают на лошадь

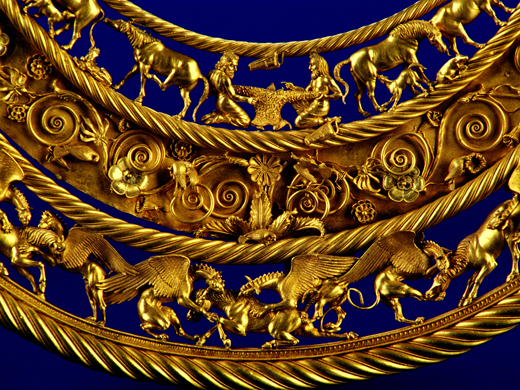
Фрагмент Скифской пекторали из кургана «Толстая Могила» с битвой грифонов

## Описание Геродотом
Источником сведений об аримаспах послужила не дошедшая до нас эпическая поэма Аристея, сына Каистробия с Проконнеса «Эпос об аримаспах» (или «Аримаспия»), о содержании которой даёт некоторое представление «Скифский рассказ» Геродота («История». IV. 13-16). Аристей, вдохновлённый Аполлоном, якобы прибыл в страну исседонов и там записал рассказы об их северных соседях — аримаспах, грифах (грипах или грифонах) и гипербореях.
Согласно Аристею, аримаспы живут к северу от исседонов, а севернее их самих живут стерегущие золото грифы, и аримаспы воюют и с теми и с другими. Причём аримаспы изгнали исседонов из их страны, те, в свою очередь, изгнали скифов, а те — киммерийцев. Геродот же приводит и объяснение (взятое, видимо, также из поэмы Аристея) слова «аримасп», что по-скифски значит «одноглазый» (арима — «единица», спу — «глаз»).

## Другие упоминания
Аримаспы упоминаются и другими античными писателями (как географами, так и трагическими поэтами), но все их сообщения прямо или опосредованно восходят к Аристею Проконнесскому и ничего нового к сообщению Геродота не добавляют. Исключение — Эсхил, сообщающий, что аримаспы «живут у златоносного Плутонова потока» («Прикованный Прометей», 805—806). Позднеантичные писатели начинают отождествлять аримаспов и гипербореев.